# Neel Rønholt
Neel Rønholt, née le 17 septembre 1984, est une actrice danoise.

## Biographie
Neel Rønholt nait le 17 septembre 1984 à Skovshoved (da) au Danemark.
Elle fait sa scolarité secondaire au gymnasium d'Ordrup (da) et sort diplômée de École nationale de théâtre du Danemark en 2011.
Elle crée en 2005 avec ses amies Laura Christensen (da) et  Julie Ølgaard (da) la troupe de théâtre NIPS (Nye Impulser På Scenen) pour inciter davantage de jeunes à aller au théâtre plutôt qu'au cinéma.
Neel Rønholt enregistre des livres audio pour l'éditeur Momo - Skuespillernes Eget Forlag (da).
En 2019 elle participe à la saison 16 de Vild med dans où elle danse avec le danseur professionnel Michael Olesen (da). Le duo termine à la cinquième place.
Avec Julie Ølgaard et Laura Christensen elle gère la chaîne NIPS sur YouTube. Les trois actrices se produisent au Zulu Comedy Galla (da) en 2018.

## Vie privée
Elle est mariée à l'acteur Jens Sætter-Lassen (da). Ils ont deux filles, Ellen, née en juin 2014 et Franka née en février 2018.

## Filmographie

### Cinéma
- 2001 : Anja og Viktor - Kærlighed ved første hik 2 : Tanja, lycéenne
- 2001 : Min søsters børn (da) : Amélie
- 2002 : Min søsters børn i sneen (da) : Amélie
- 2004 : Min søsters børn i Ægypten (da) : Amélie
- 2006 : Råzone (da) : Lise
- 2006 : Krummerne - Så er det jul igen (da) : Stine
- 2006 : After the Wedding : Mille
- 2007 : Room 205 : Katrine (Rôle principal)
- 2008 : A Viking Saga (da)
- 2008 : Himmerland (da) : Sophie
- 2008 : Dig og mig : Mette
- 2010 : Sandheden om mænd (da) : Nina
- 2012 : Sover Dolly på ryggen? (da)
- 2017 : Coco : Maman (doublage)
- 2017 : Thorn (da)
- 2019 : A Perfect Family : Helle, la mère
- 2023 : Englemageren (da)

### Télévision
- 2002 :| Rejseholdet (da) : Catherine (Épisode 27)
- 2003-04 : Forsvar (da) : Helene (Épisode Forførerne)
- 2008 : Isas Stepz (da) : Lea (Épisode Hvem er du vild med, Isaa ?)
- 2009 : Bienvenue à Larkroad : Nete (Épisode Din lille fede kælegris)
- 2010 : Le château : Freja (2 épisodes)
- 2011 : Ludvig og Julemanden (da) : Lucie (Calendrier de l'avent télévisuel, 1 épisode)
- 2012 : Den store bagedyst (da) : Vært (1 saison)
- 2012 : Forbrydelsen III (da) : Veille (7 épisodes)
- 2013 : Dicte (da) : Mon (2 épisodes)
- 2013 - 2014, 2022 : Badehotellet (da) : Sibylle (7 épisodes)
- 2015 : Juleønsket (da) : Signe (Calendrier de l'avent télévisuel, 24 épisodes)
- 2017 : Mercur (da) : Anne (10 épisodes)
- 2017 : Tinkas juleeventyr (da) : Nille (Calendrier de l'avent télévisuel, 24 épisodes)
- 2019 : Tinkas juleeventyr (da)
- 2022 : Tinka og Kongespillet (da) (Calendrier de l'avent télévisuel, 24 épisodes)
- 2022 : L'orchestre : Regitze (Saison 1, épisodes 1 à 10)

### Vidéos musicales
- The Floor Is Made of Lava (da) - Leave Me Now (Leave Me Tomorrow) (2010)